# Милко Ковачев
Милко Димитров Ковачев е български политик от Национално движение Симеон Втори.
Завършва енергетика във ВМЕИ в София. Последователно работи в АЕЦ Козлодуй (1979 – 82), ВМЕИ (1986 – 92; става главен асистент по енергетика) и отново АЕЦ Козлодуй (1992 – 94), след което е служител в Комитета по енергетика.
През август 2001 г. оглавява Държавната агенция за енергетика и енергийни ресурси, по-късно преобразувана в министерство. От 23 февруари 2005 до 17 август 2005 г. е министър на икономиката в правителството на Симеон Сакскобургготски. През този период е сред най-активните застъпници за подновяването на подкрепяния от Русия проект за АЕЦ „Белене“. През 2013 година е назначен на работа в руската компания „Росатом“.